# 角瀬保雄
角瀬保雄（かくらい やすお、1932年7月30日 - 2021年8月2日）は、日本の会計学者。法政大学名誉教授。
東京生まれ。1956年早稲田大学第一商学部卒、明治大学大学院修了。96年「現代会計基準論」で京都大学より経済学博士の学位を取得。法政大学経営学部助教授、教授。2003年定年、名誉教授、2003-10年共同総合研究所いのちとくらし研究所理事長。

## 著書
- 『現代公表会計制度論 日本資本主義と公表会計制度』中央経済社　1973
- 『経済民主主義と企業会計』税務経理協会 1978
- 『経営分析入門』労働旬報社 労旬新書　1979
- 『企業秘密 大企業にプライバシーはない』東洋経済新報社 東経選書　1980
- 『新しい会計学』大月書店 1986
- 『現代会計基準論 批判から提言へ』大月書店 1995
- 『非営利・協同と民主的医療機関』同時代社 2000
- 『企業とは何か 企業統治と企業の社会的責任を考える』学習の友社 2005

### 共編著・監修
- 『マルクス会計学』共著 亜紀書房 1969
- 『労働組合の経営分析』君塚芳郎,中山金治・山口孝・敷田礼二共著 労働旬報社 1971
- 『経営分析と労働組合』君塚芳郎ほか共著 労働旬報社 1975
- 『労働者のための経営分析問答』大谷喜伝次共編著 学習の友社 1979
- 『現代会計講座 1 現代会計の基礎』山口孝共編著 ミネルヴァ書房 1990
- 『東京電力 原発にゆれる電力』谷江武士共著 大月書店 日本のビッグ・ビジネス 1990
- 『現代会計・課題と展望』遠藤孝共編著 ミネルヴァ書房 1993
- 『JAグループ「農協」 岐路に立つ日本の巨大組織・農協』田中哲共著 大月書店 日本のビッグ・ビジネス 1996
- 『「大競争時代」と規制緩和』編著 新日本出版社 1998
- 『非営利・協同組織の経営』川口清史共編著 ミネルヴァ書房 叢書現代経営学 1999
- 『日本の医療はどこへいく 「医療構造改革」と非営利・協同』監修 非営利・協同総合研究所いのちとくらし編 新日本出版社 2007
- 『医療と地域社会のゆくえ 震災後の国で』監修 非営利・協同総合研究所いのちとくらし編 新日本出版社 2013

## 論文
- <角瀬保雄